# Formigó reforçat amb fibra de vidre
El formigó armat amb fibra de vidre (anomenat comunament GRC per les seves sigles en anglès, i a vegades també anomenat GFRC) és un tipus de formigó armat amb fibres sintètiques. Els formigons de fibra de vidre s'utilitzen principalment en panells lleugers, per a exteriors com acabat de façana d'edificis, i com a formigó prefabricat arquitectònic. Materials similars pel fet de ser armats amb fibres, però amb usos i tecnologies d'aplicació diferents, són els revestiments i plaques de fibrociment.

## Composició
La ceràmica de formigó reforçat amb fibra de vidre consisteix en fibra de vidre d'alta resistència i resistent als àlcalis incrustada en una matriu de formigó i ceràmica. D'aquesta forma, tant les fibres com la matriu conserven la seva identitat física i química, alhora que ofereixen una combinació sinèrgica de propietats que no es poden aconseguir amb cap dels components actuant tots sols. En general, les fibres són els principals membres de resistència de càrregues, mentre que la matriu circumdant els manté en les ubicacions i orientació desitjades, actuant com a mitjà de transferència de càrrega entre les fibres i protegint-les dels danys ambientals. Les fibres proporcionen reforç per a la matriu i altres funcions útils en materials compostos reforçats amb fibra. Les fibres de vidre es poden incorporar a una matriu en longituds contínues o discontínues (tallades en segments).
La durabilitat era pobra amb el tipus original de fibres de vidre, ja que l'alcalinitat del ciment reacciona amb la seva sílice. A la dècada de 1970 es van començar a comercialitzar fibres de vidre resistents als àlcalis. La resistència als àlcalis s'aconsegueix afegint zirconi al vidre. Com més gran sigui el contingut de zirconi, millor serà la resistència a l'atac als àlcalis. Les fibres de vidre certificades com a resistents als àlcalis han de tenir un contingut de zirconia superior al 16% per complir amb les especificacions reconegudes internacionalment (EN, ASTM, PCI, GRCA, etc.).

### Laminats
Una aplicació àmpliament utilitzada per al formigó armat amb fibres és el laminat estructural, obtingut adherint i consolidant capes fines de fibres i matriu en el gruix desitjat. L'orientació de la fibra a cada capa, així com la seqüència d'apilament de diverses capes, es pot controlar per generar una àmplia gamma de propietats físiques i mecàniques per al laminat compost. El GRC emmotllat sense marc d'acer s'utilitza habitualment per a aplicacions purament decoratives, com ara revestiments de finestres, columnes decoratives, frisos exteriors o panells de paret semblants a pedra calcària.

## Propietats
El disseny de panells de formigó armat amb fibra de vidre utilitza el coneixement de les seves propietats bàsiques sota forces de tracció, compressió, flexió i cisalla, juntament amb estimacions del comportament sota efectes de càrrega secundària com ara fluïdesa, resposta tèrmica i moviment d'humitat.
Hi ha una sèrie de diferències entre el metall estructural i els compostos reforçats amb fibra. Per exemple, els metalls en general presenten fluïdesa i deformació plàstica, mentre que la majoria dels compostos reforçats amb fibres són elàstics en les seves característiques de tensió-deformació. Tanmateix, la naturalesa diferent d'aquests materials proporciona mecanismes per a l'absorció d'alta energia a escala microscòpica comparables al procés de rendiment. Depenent del tipus i la gravetat de les càrregues externes, un laminat compost pot presentar un deteriorament gradual de les propietats, però normalment no falla de manera catastròfica. Els mecanismes de desenvolupament i creixement de danys a l'estructura metàl·lica i composta també són força diferents. Altres característiques importants de molts compostos reforçats amb fibra són el seu comportament no corrosiu, l'alta capacitat d'amortiment i els baixos coeficients d'expansió tèrmica.
Els panells arquitectònics de formigó armat amb fibra de vidre tenen l'aspecte general dels panells de formigó prefabricats, però difereixen de diverses maneres importants. Per exemple, els panells de GRC pesen substancialment menys de mitjana que els panells de formigó prefabricats a causa del seu gruix reduït. El seu baix pes disminueix les càrregues superposades als components estructurals de l'edifici fent que la construcció de l'estructura de l'edifici sigui més econòmica.

### Panells sandvitx
Un panell sandvitx és un compost de tres o més materials units per formar un panell estructural. S'aprofita la resistència a tall d'un material de nucli de baixa densitat i les altes resistències a la compressió i la tracció de la cara GRC per obtenir relacions de resistència a pes elevades.

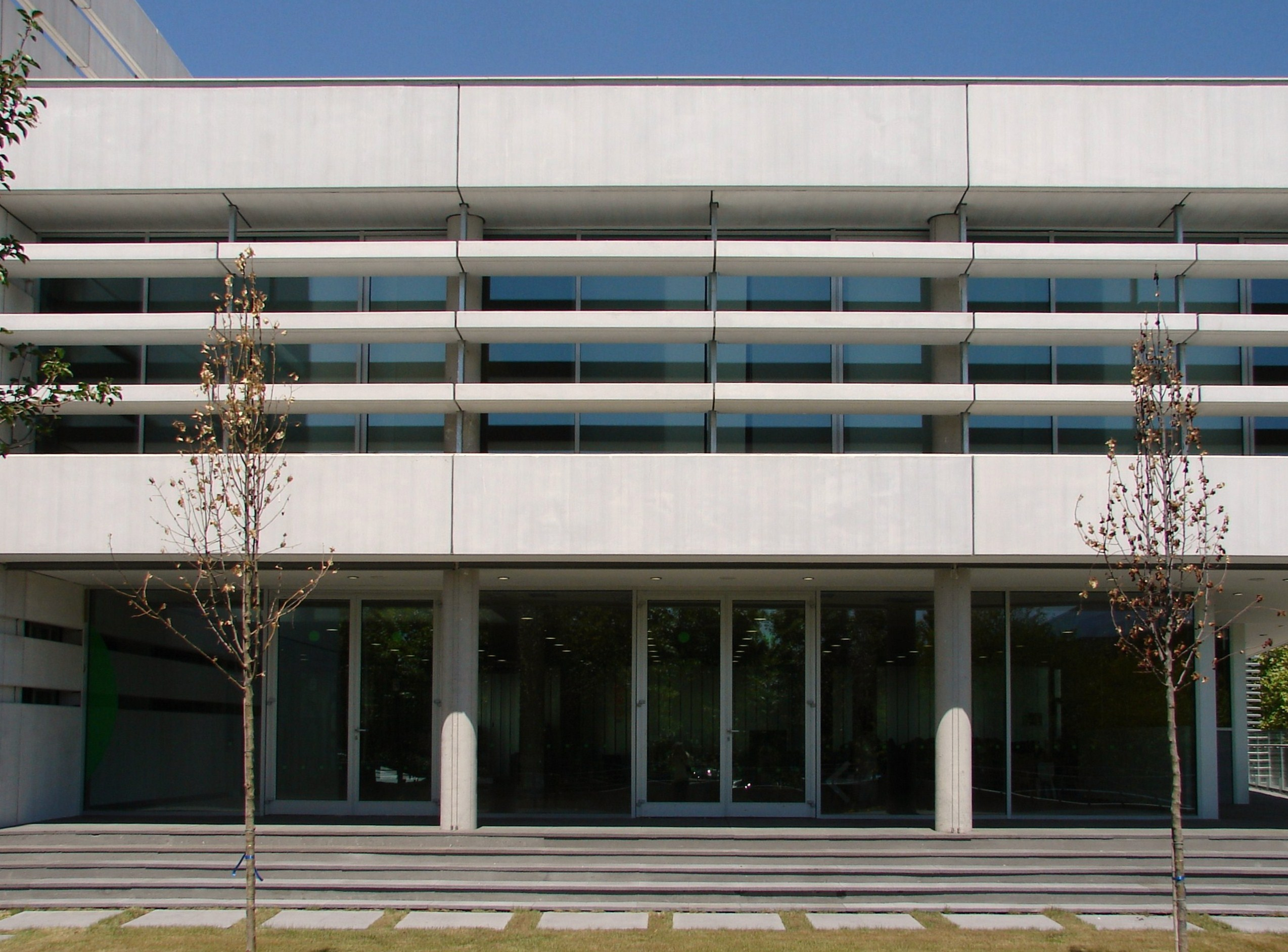
Panells sandvitx GRC a la Biblioteca Pública Lope de Vega de Tres Cantos, Madrid

La teoria dels panells sandvitx i les funcions dels components individuals es poden descriure fent una analogia amb un feix en I. El nucli d'un panell sandvitx és comparable a la xarxa d'una biga en I, que suporta les brides i els permet actuar com a unitat. La xarxa de la biga en I i el nucli dels panells sandvitx porten els esforços de tall de la biga. El nucli d'un panell sandvitx difereix de la xarxa d'una biga en I perquè manté un suport continu per als paraments, permetent que els paraments es treballin fins o per sobre del seu límit elàstic sense enrotllar ni deformar-se. Òbviament, els enllaços entre el nucli i els paraments han de ser capaços de transmetre càrregues de cisalla entre aquests dos components, convertint així tota l'estructura en una unitat integral.
La capacitat de càrrega d'un panell sandvitx es pot augmentar dràsticament introduint un marc lleuger d'acer. L'estructura de tacs d'acer lleuger és similar a l'estructura de tacs d'acer convencional per a parets, excepte que el marc està envoltat d'un producte de formigó. Aquí, els costats del marc d'acer estan coberts amb dues o més capes de GRC, depenent del tipus i la magnitud de les càrregues externes. El GRC fort i rígid proporciona un suport lateral total a banda i banda dels tacs, evitant que es torcin i s'enfonsin lateralment. El panell resultant és lleuger en comparació amb el formigó armat tradicionalment, però és fort i durador i es pot manejar fàcilment.

### Usos
El GRC és mOlot versàtil i té un gran nombre de casos d'ús a causa de la seva força, pes i disseny. El lloc més comú d'ús d'aquest material és a la indústria de la construcció. S'utilitza en casos molt exigents, com ara revestiments arquitectònics que pengen diversos pisos per sobre de les voreres o encara més per a estètica, com ara mobles d'interior com taules GRC. Arxivat 2021-07-25 a Wayback Machine.